# Serinane
Serinane è un villaggio del Botswana situato nel distretto di Kweneng, sottodistretto di Kweneng West. Il villaggio, secondo il censimento del 2011, conta 787 abitanti.